# 陳鳴夏
陳鳴夏（？—1758年），諡恭毅，福建省泉州府惠安縣（今福建省惠安縣辋川镇居仁村）人，清朝軍事將領、武進士出身。
雍正五年，登武進士，授三等侍衛。雍正七年，任巡補營行走。雍正九年，任江南壽春鎮標泰興營守備。乾隆三年，任蘇松鎮標中營遊擊；乾隆四年，升江南吳淞營水師參將。乾隆六年，任江南京口協水師副將，后署江南蘇松水師總兵。乾隆十年，任浙江定海鎮總兵。乾隆二十年，任江南提督。乾隆二十二年，任廣東提督。